# Открытие ведьм
«Открытие ведьм» (англ. A Discovery of Witches) — британский телесериал, основанный на трилогии Деборы Харкнесс «Все души». Премьера сериала состоялась 14 сентября 2018 года на телеканале Sky One.
2 ноября 2018 года сериал был продлён на второй и третий (заключительный) сезоны.

## Сюжет
Диана Бишоп — историк и ведьма  — случайно обнаруживает заколдованный манускрипт в оксфордской библиотеке. Чтобы раскрыть содержащиеся в книге тайные знания о магических существах, она вынуждена погрузиться в мир магии. Ей предлагает свою помощь Мэттью Клермонт, генетик и по совместительству вампир. Вопреки многовековому недоверию между ведьмами и вампирами, они решают вместе защитить книгу и раскрыть таящиеся в ней тайны, противостоя угрозам сверхъестественного мира.

## В ролях

### Основной состав
- Тереза Палмер — Диана Бишоп, ведьма и доктор философии в Йельском университете, изучает историю алхимии в Оксфорде
- Мэттью Гуд — Мэттью Клермонт, вампир и профессор биохимии
- Эдвард Блюмел[англ.] — Маркус Уитмор, вампирский сын Мэттью и коллега в лаборатории
- Луиза Брили — Джиллиан Чемберлен (сезон 1), ведьма и коллега Дианы в Оксфорде
- Малин Буска[англ.] — Сату Ярвинен, финская ведьма и член Конгрегации
- Аийша Харт — Мириам Шепард, вампир и коллега Мэттью в лаборатории
- Оуэн Тил — Питер Нокс, высокопоставленный колдун и член Конгрегации
- Алекс Кингстон — Сара Бишоп, тетя Дианы
- Валери Петтифорд — Эмили Матер, партнёрша Сары
- Грегг Чиллин — Доменико Микеле, вампир и член Конгрегации
- Эларика Галлахер[англ.] — Джульетта Дюран (сезон 1), вампир, дочь Герберта
- Грег Макхью — Хэмиш Осборн, демон и друг Мэттью
- Тревор Ив — Герберт Орильякский, древний вампир и член Конгрегации
- Дэниел Эзра[англ.] — Натаниэль Уилсон, демон и сын Агаты
- Эшлинг Лофтус — Софи Норман, демон и жена Натаниэля; также Сюзанна Норман (сезон 2), ведьма
- Таня Муди[англ.] — Агата Уилсон, демон и член Конгрегации
- Сорча Кьюсак — Марта, вампир и домоправительница Изабо
- Тристан Гравель (сезоны 1—2) и Питер Макдональд[англ.] (сезон 3) — Болдуин Монтклер, брат Мэттью и глава Конгрегации
- Линдси Дункан — Изабо де Клермонт, мать Мэттью и жена Филиппа де Клермонта
- Холли Эйрд — Франсуаза (сезон 2), вампир
- Том Хьюз — Кит Марло (сезон 2), драматург и друг Мэттью
- Майкл Линдалл — Уолтер Рэли (сезон 2)
- Шейла Хэнкок — Гуди Олсоп (сезон 2), ведьма
- Пол Рис — Эндрю Хаббард (сезоны 2—3), вампир
- Стивен Кри[англ.] — Гэллогласс (сезоны 2—3), сын покойного Хью де Клермона, племянник Мэттью
- Адель Леонс — Фиби Тейлор (сезоны 2—3), человек, любовный интерес Маркуса
- Элейн Кэссиди — Луиза де Клермон (сезон 2), сестра Мэттью
- Джеймс Пьюрфой — Филипп де Клермон (сезон 2), муж Изабо, отец Болдуина и приёмный отец Мэттью
- Майкл Джибсон[англ.] — Рудольф II (сезон 2), император Священной Римской империи
- Оливер Хабанд — Фернандо Гонсалвеш (сезон 3), вампир, партнёр покойного Хью де Клермона
- Джейкоб Ифан[англ.] — Бенджамин Фукс (сезон 3; гость в сезоне 2), вампир
- Иванно Джеремайя[англ.] — Кристофер Робертс (сезон 3), друг Дианы
- Тоби Регбо — Джек Блэкфрайрс (сезон 3)

- Джошуа Пикеринг — молодой Джек Блэкфрайарс (второстепенный в сезоне 2)

- Паркер Сойерс[англ.] — Рэнсом Фэйруэзер (сезон 3), вампир

### Второстепенные и приглашённые актёры
- Адетомива Эдун[англ.] — Шон, сотрудник Бодлианской библиотеки
- София Майлс — Ребекка Бишоп (сезоны 1—2), ведьма и мать Дианы
- Дэвид Ньюман — Стивен Проктор (сезон 1, гость в сезоне 2), колдун и отец Дианы
- Хлоя Дюма[англ.] — Меридиана (сезон 1), ведьма
- Майло Туми — Пьер (сезон 2), вампир
- Барбара Мартен[англ.] — Елизавета I (сезон 2)
- Адриан Роулинс — Уильям Сесил (сезон 2)
- Адам Скляр — Генри Перси (сезон 2)
- Аманда Хейл[англ.] — Мэри Сидни (сезон 2)
- Струан Роджер — Джон Ди (сезон 2)
- Антон Лессер — Йехуда Лев бен Бецалель
- Лоис Чимимба — Кэтрин Стритер (сезон 2), ведьма
- Эми Макаллистер[англ.] — Марджори Купер (сезон 2), ведьма
- Виктория Йейтс[англ.] — Элизабет Джексон (сезон 2), ведьма
- Дженезис Линеа[англ.] — Джеральдин Ньюкопс (сезон 3), вампир
- Шобу Капур[англ.] — Линда Кросби (сезон 3), ведьма
- Фалдут Шарма[англ.] — Ти Джей Уэстон (сезон 3), демон

## Производство
В 2011 году компания Warner Bros. приобрела права на экранизацию книги. Фильм был на ранней стадии разработки; сценарий должен был написать Дэвид Оберн, а продюсерами были назначены Дениз Ди Нови и Эллисон Гринспан.
Британский развлекательный телеканал Sky One приобрёл права на книгу с целью снять по ней сериал. Тереза Палмер получила роль Дианы Бишоп, а Мэттью Гуд — Мэттью Клермонта. Съёмки сериала были завершены 16 февраля 2018 года.

## Реакция

### Отзывы критиков
Сериал получил положительные отзывы критиков, которые высоко оценили адаптацию книги, режиссуру и актёрскую игру. На Rotten Tomatoes сериал держит 100 % «свежести» с рейтингом 7/10 на основании 25 рецензий. Критический консенсус на сайте гласит: «„Открытие ведьм“ умело уравновешивает полет фантазии с приземлённой реальностью и использует химию между двумя ведущими актёрами, выдавая многообещающее шоу об оккультизме». На Metacritic сериал получил 68 баллов из 100 на основе 9 «в целом благоприятных» отзывов.

### Награды
В октябре 2018 года сериал «Открытие ведьм» был включён в длинный список National Television Awards в номинации за лучший новый драматический сериал. В январе 2019 года стало известно, что сериал попал в короткий список этой премии.